# Kae Nishina
Kae Nishina (仁科 賀恵 Nishina Kae?), född 7 december 1972, är en japansk tidigare fotbollsspelare.
Kae Nishina debuterade för japans landslag den 5 maj 1995 i en 1–0-vinst över Kanada. Hon spelade 46 landskamper för det japanska landslaget. Hon deltog bland annat i fotbolls-VM 1995, fotbolls-VM 1999 och OS 1996.